# Gerda van der Kade-Koudijs
Gerda Johanna Marie van der Kade-Koudijs, née Gerda Koudijs le 29 octobre 1923 à Rotterdam et morte le 19 mars 2015 à Almelo, est une athlète néerlandaise.
Son plus grand succès est sa médaille d'or avec ses compatriotes Xenia Stad-de Jong, Jeanette Witziers-Timmer et Fanny Blankers-Koen dans le relais 4 × 100 m des Jeux olympiques d'été de 1948 à Londres. Deux ans auparavant, elle avait déjà remporté cette course aux championnats d'Europe, son second titre après sa victoire au saut en longueur. À Londres pendant les jeux, elle avait également manqué la médaille de bronze du saut au longueur pour un demi centimètre et sur 80 m haies, elle fut éliminée en demi-finales.

## Palmarès

### Jeux olympiques d'été
- Jeux olympiques d'été de 1948 à Londres ( Royaume-Uni)
  - éliminée lors des demi-finales sur 80 m haies
  - 4e au saut en longueur
  -  Médaille d'or en relais 4 × 100 m

### Championnats d'Europe
- Championnats d'Europe d'athlétisme de 1946 à Oslo ( Norvège)
  - 6e sur 100 m
  -  Médaille d'or au saut en longueur
  -  Médaille d'or en relais 4 × 100 m